# Капальти, Аннибале
Аннибале Капальти (итал. Annibale Capalti; 21 января 1811, Рим, Папская область — 25 июля 1885, там же) — итальянский куриальный кардинал. Секретарь Священной Конгрегации образования с ноября 1845 по март 1852. Секретарь Священной Конгрегации обрядов с 14 ноября 1854 по 30 марта 1861. Секретарь Священной Конгрегации Пропаганды Веры с 30 марта 1861 по 13 марта 1868. Префект Священной Конгрегации образования с 3 января 1870 по 18 октября 1877. Кардинал-дьякон с 13 марта 1868, с титулярной диаконией Санта-Мария-ин-Аквиро с 16 марта 1868. 